# Röke socken
Röke socken i Skåne ingick i Västra Göinge härad, ingår sedan 1974 i Hässleholms kommun och motsvarar från 2016 Röke distrikt.
Socknens areal är 94,0 kvadratkilometer varav 91,40 land. År 2000 fanns här 733 invånare. Tätorten Röke med sockenkyrkan Röke kyrka ligger i socknen.

## Administrativ historik
Socknen har medeltida ursprung. 
Vid kommunreformen 1862 övergick socknens ansvar för de kyrkliga frågorna till Röke församling och för de borgerliga frågorna bildades Röke landskommun. Landskommunen uppgick 1952 i Tyringe landskommun som 1974 uppgick i Hässleholms kommun. Församlingen uppgick 2022 i Tyringe församling.
1 januari 2016 inrättades distriktet Röke, med samma omfattning som församlingen hade 1999/2000.  
Socknen har tillhört län, fögderier, tingslag och domsagor enligt vad som beskrivs i artikeln Västra Göinge härad. De indelta soldaterna tillhörde Norra skånska infanteriregementet, Västra Göinge kompani och Skånska husarregementet, Livskvadronen.

## Geografi
Röke socken ligger nordväst om Hässleholm. Socknen är en kuperad moss- och sjörik skogsbygd.

## Fornlämningar
Från stenåldern finns tre boplatser. Från bronsåldern finns skålgropsförekomster.

## Namnet
Namnet skrevs på 1570-talet Röghe och kommer från kyrkbyn. Namnet kan innehålla rök, toppigt föremål, stapel' och här mena 'en mindre kulle'..